# شهرستان ورخندونسکوی
شهرستان ورخندونسکوی (به لاتین: Verkhnedonskoy District) یک شهرستان در روسیه است که در استان روستوف واقع شده‌است.